# Джон, Рикардо
Рикардо Энрике Джон (англ. Ricardo Enrique John; род. 10 апреля 1995, Арока, Тринидад и Тобаго) — тринидадский футболист, нападающий.

## Биография
Серьезно начал заниматься футболом в США. Там Рикардо Джон учился Политехническом университете Виргинии. Возвратившись домой, форвард попал в состав местного клуба «Сентрал», вместе с которым он стал чемпионом страны.
В 2016—2017 гг. тринидадец пробовал свои силы в клубе USL «Торонто II», фарм-команде клуба MLS «Торонто». Не пробившись в основу канадцев, Джон зимой 2018 года уехал в Сальвадор, где он продолжил свою карьеру в «Фирпо».

## Сборная
Нападающий выступал за молодежную сборную Тринидада и Тобаго. За главную национальную команду страны он дебютировал 12 ноября 2017 года в товарищеском матче против сборной Гренады, который завершился со счетом 2:2.

## Достижения
- Чемпион Тринидада и Тобаго  (1): 2015/16.